# مراسيم الزواج في الزرادشتية

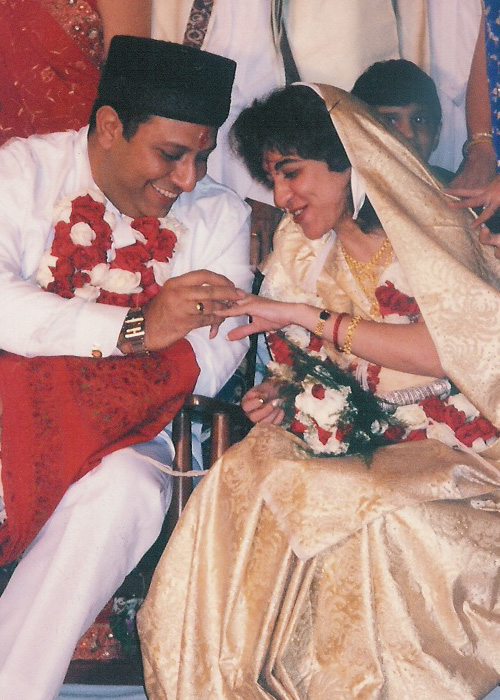
زواج زرادشتي في الهند.

يقام الزواج في الديانة الزرادشتية في معبد النار بحضور الكاهن الزرادشتي ويشترط الكاهن قبل إجراء العقد الشروط التالية:
- أن يكون الفتاة والشاب موافقان على الزواج دون اكراه.
- أن لا يقل عمر الشاب عن 18 والبنت عن 16
- أن يقسم الزوجان على أنهما سيتساويان في الزواج والحقوق،
- ان يزرع كل واحد منهما شجرة محبة للآخر، وفي الذكرى السنوية لزواجهما يوزعان الحلوى ويزرعان شجرتين جديدتين.
- لا يوجد مهر للزواج.
- ضرورة حضور شاهدين، على أن تشهد امرأة على العريس ورجل على العروس.

## الانفصال والطلاق
الذي يرغب في الانفصال؛ عليه جمع ما مقداره كفة ميزان أو أكثر من كيلوغرام من أجنحة الذباب وتقديمه للكاهن لإتمام مراسيم الطلاق، وإلا لن يكون بإمكانه الانفصال.